# Viscount Villiers
Viscount Villiers ist ein erblicher britischer Adelstitel, der zweimal in der Peerage of England und einmal in der Peerage of Ireland verliehen wurde.

## Verleihungen
Der Titel wurde erstmals am 27. August 1616 in der Peerage of England George Villiers verliehen, zusammen mit dem nachgeordneten Titel Baron Whaddon, of Whaddon in the County of Buckingham. Am 5. Januar 1617 wurde er zudem zum Earl of Buckingham, am 1. Januar 1618 zum Marquess of Buckingham und am 18. Mai 1623 zum Duke of Buckingham und Earl of Coventry erhoben. Sein Sohn, der 2. Duke, erbte um 1663 von seiner Mutter auch den Titel 19. Baron de Ros. Bei dessen Tod am 16. April 1687 erloschen alle seine Titel, mit Ausnahme der Baronie de Ros, die in Abeyance fiel.
In zweiter Verleihung wurde am 13. Oktober 1697 in der Peerage of England der Titel Viscount Villiers, of Dartford in the County of Kent, für Edward Villiers neu geschaffen. Er war ein Enkel des ältesten Halbbruders des Viscounts erster Verleihung. Zusammen mit der Viscountcy wurde ihm der nachgeordnete Titel Baron Villiers, of Hoo in the County of Kent, verliehen. Am 13. Oktober 1697 wurde er zudem zum Earl of Jersey erhoben. Die Viscountcy ist seither ein nachgeordneter Titel des jeweiligen Earls und wird von dessen ältestem Sohn als Höflichkeitstitel geführt. Heutiger Titelinhaber ist seit 1998 William Child-Villiers, 10. Earl of Jersey, als 10. Viscount Villiers.
Parallel zum Titel zweiter Verleihung wurde der Titel Viscountess Villiers in dritter Verleihung in der Peerage of Ireland an Elizabeth Mason, 1. Viscountess Grandison verliehen, zusammen mit dem übergeordneten Titel Countess Grandison. Sie war das einzige überlebende Kind des 1766 verstorbenen John Villiers, 1. Earl Grandison und war bereits am 10. April 1746 in der Peerage of Ireland zur Viscountess Grandison, of Dromana in the County of Waterford, erhoben worden. Alle drei Titel erloschen beim Tod ihres Sohnes, George Mason-Villiers, 2. Earl of Grandison am 14. Juli 1800.

## Liste der Viscounts Villiers

### Viscounts Villiers, erste Verleihung (1616)
- George Villiers, 1. Duke of Buckingham, 1. Viscount Villiers (1592–1628)
- George Villiers, 2. Duke of Buckingham, 2. Viscount Villiers (1628–1687)

### Viscounts Villiers, zweite Verleihung (1691)
- Edward Villiers, 1. Earl of Jersey, 1. Viscount Villiers (1656–1711)
- William Villiers, 2. Earl of Jersey, 2. Viscount Villiers († 1721)
- William Villiers, 3. Earl of Jersey, 3. Viscount Villiers († 1769)
- George Villiers, 4. Earl of Jersey, 4. Viscount Villiers (1735–1805)
- George Child-Villiers, 5. Earl of Jersey, 5. Viscount Villiers (1773–1859)
- George Child-Villiers, 6. Earl of Jersey, 6. Viscount Villiers (1808–1859)
- Victor Child-Villiers, 7. Earl of Jersey, 7. Viscount Villiers (1845–1915)
- George Child-Villiers, 8. Earl of Jersey, 8. Viscount Villiers (1873–1923)
- George Child-Villiers, 9. Earl of Jersey, 9. Viscount Villiers (1910–1998)
- William Child-Villiers, 10. Earl of Jersey, 10. Viscount Villiers (* 1976)

Titelerbe (Heir apparent) ist der Sohn des aktuellen Titelinhabers, George Child-Villiers, Viscount Villiers (* 2015).

### Viscounts Villiers, dritte Verleihung (1767)
- Elizabeth Mason, 1. Countess Grandison, 1. Viscountess Villiers († 1782)
- George Mason-Villiers, 2. Earl Grandison, 2. Viscount Villiers (1751–1800)